# Boa Esperança, Espírito Santo
Boa Esperança  este un oraș în unitatea federativă Espírito Santo (ES), Brazilia.